# Kladogram
Kladogram – diagram w kształcie dendrogramu, przypominający drzewo filogenetyczne, ale nieuwzględniający czasu pojawiania się nowych linii ewolucyjnych. Jest produktem analizy kladystycznej. Z punktu widzenia kladystyki czas ukształtowania się poszczególnych cech nie jest istotny, a każdy z porównywanych współczesnych organizmów ma taki sam "czas ewolucji za sobą". Różnią się one jedynie odległościami momentów wyróżnienia z wcześniejszych linii ewolucyjnych.
Jeśli wyobrazimy sobie kladogram jako drzewo, którego pień stanowią cechy właściwe dla wszystkich opisywanych organizmów, konary cechy większych taksonów, a gałązki cechy poszczególnych gatunków, to śledząc drogę od szczytu (gatunki współczesne) można by było zebrać kompletne dane na temat wszystkich cech danego gatunku.
|  | Chrotomys sibuyanensis                                                       |
|  |                                                                              |
|  | \| \| Chrotomys gonzalesi \| \| \| \| \| \| Chrotomys whiteheadi \| \| \| \| |
|  |                                                                              |
|  | Chrotomys gonzalesi                                                          |
|  |                                                                              |
|  | Chrotomys whiteheadi                                                         |
|  |                                                                              |

|  | Chrotomys gonzalesi  |
|  |                      |
|  | Chrotomys whiteheadi |
|  |                      |

|  | Chrotomys sibuyanensis                                                       |
|  |                                                                              |
|  | \| \| Chrotomys gonzalesi \| \| \| \| \| \| Chrotomys whiteheadi \| \| \| \| |
|  |                                                                              |
|  | Chrotomys gonzalesi                                                          |
|  |                                                                              |
|  | Chrotomys whiteheadi                                                         |
|  |                                                                              |

|  | Chrotomys gonzalesi  |
|  |                      |
|  | Chrotomys whiteheadi |
|  |                      |

W znakomitej większości wypadków jest to jednak sytuacja wyidealizowana. W rzeczywistości duża część cech rozmieszczona jest losowo, bez korelacji z innymi, wiele cech zanika, aby pojawić się ponownie, niekoniecznie u podstawy konaru. Przyczyną może być konwergencja, nierównomierność tempa zmian, czy wreszcie fakt, że niektóre zmiany mają po prostu charakter losowy.
Stworzenie wiarygodnego drzewa rodowego wymaga zazwyczaj przyjęcia, że niektóre cechy – czy raczej ich trwałość – nie mają charakteru losowego, ale przyczynowy, a im dawniej się pojawiły, tym są trwalsze. Za przykład niech posłuży chociażby struna grzbietowa strunowców, na podstawie której można się było pokusić o stworzenie stosunkowo wiarygodnego drzewa rodowego współczesnych kręgowców.